# Eumannia obscuraria
Eumannia obscuraria là một loài bướm đêm trong họ Geometridae.